# Carlos Salazar Herrera
Carlos Salazar Herrera (San José, 6 de setiembre de 1906 - 24 de julio de 1980) fue un escritor, escultor, dibujante, periodista y grabadista costarricense

## Biografía
Realizó sus estudios primarios y secundarios en San José. Luego ingresó a laborar en un taller mecánico. A los catorce años obtiene su primer galardón por su ensayo El café. Desde su adolescencia presentaba aptitudes para la literatura y el dibujo.  Pasó luego al Banco de John M. Keith y cuando el banco cerró sus puertas, aprovechó sus habilidades con el crayón y decidió tener una oficina privada de dibujo. Con la publicación de su libro Dibujo práctico, se difundió la calidad de su trazo.
En 1928 participó en un concurso donde presentó su tesis por la renovación artística costarricense, y ese mismo año gana un accésit por su relato “La Piedra de Toxil”, en un certamen literario organizado por la Editorial Costa Rica. En el año de 1930, comienza a trabajar en el Repertorio Americano, donde publica más de veinte cuentos cortos. Hacia 1934, se entregó frenéticamente a grabar cedros, caobas y otras maderas duras, realizando una estimable labor gráfica. Gracias a su iniciativa, logró que sus trabajos y los de sus amigos; Francisco Zúñiga, Teodorico Quirós, Manuel de la Cruz González, Francisco Amighetti, Gilbert Laporte y Adolfo Sáenz, fueran reunidos en un libro publicado en ese mismo año con el nombre de Álbum de Grabados. En 1935 obtuvo por su escultura “Motivo” la Medalla de Plata de la Exposición de Arte Centroamericano. 
Se inclinó por el dibujo, y fue nombrado en 1942 profesor de esta materia y de perspectiva en la facultad de Bellas Artes de la Universidad de Costa Rica. Escribió en 1947 “Cuentos de Angustias y Paisajes”, que publicó en la Editorial El Cuervo y que en poco tiempo se destacó como uno de los más importantes libros en el campo del cuento costarricense.  Ilustrado por grabados de madera realizados por él mismo, ésta se considera como su obra más representativa. Posteriormente, en 1958, se le nombra vicedecano de esta misma facultad, cargo que desempeñó por dos años.
Es nombrado director de la Radio Universidad en 1949 y el 22 de abril de 1950, inició funciones como  primer director de Radio Universidad. Escritor, artista, amante de la música, se ocupó de guiar los primeros pasos de la emisora universitaria: organizó la programación, formuló un reglamento, gestionó presupuesto y en 1956 logró concretar el sueño de dotar a la Radio de instalaciones propias en la nueva Ciudad Universitaria, que se empezaba a construir en San Pedro de Montes de Oca. Algunas de sus narraciones han sido traducidas al inglés, francés, alemán, checo y ruso, y seleccionados en muchas antologías en otros países.
En 1961 obtiene un premio por su cuento “El raudal” en Quetzaltenango, Guatemala. En 1964 se le reconoció con el Premio Magón su obra total. Además, en 1965 publicó “Tres Cuentos”, donde cambia la forma de sus relatos pasados.

## Fallecimiento
Fallece de vuelta en San José, el 24 de julio de 1984.

## Cuentos de Angustias y Paisajes
En 1947, Carlos Salazar Herrera reunió en Cuentos de angustias y paisajes los relatos que durante tres lustros publicó en periódicos y revistas, y algunos inéditos; cada historia iba acompañada por uno de sus grabados; en 1963 agregaría dos relatos. Se tratan en total de treinta cuentos:
- La bocaracá
- El puente
- La calera
- El novillo
- El calabazo
- El bongo
- Un matoneado
- La bruja
- El grillo
- El beso
- Un grito
- La ventana
- La dulzaina
- El mestizo
- Los colores
- El botero
- La sequía
- El temporal
- El estero
- El curandero
- La trenza
- El cholo
- La saca
- La montaña
- Las horas
- El camino
- El chilamate
- Una noche
- El resuello
- El cayuco

La obra de Carlos Salazar Herrera se considera dentro del realismo. Refleja paisajes, sociedades, y lenguajes de diferentes regiones de Costa Rica. En ellas se da la materialización, que da como producto figuras como la metáfora, con fondo impresionista. Las emociones aparecen como entidades precipitadas.
En sus expresiones literarias, se encuentra la representación de lo costarricense: hombre, acontecimiento, y paisaje. A la vez, logra infundir la universalidad expresada a través de la sensibilidad.
De la obra Cuentos de Angustias y Paisajes, dice Lilia Ramos Valverde en un artículo sobre los mismos:

"La presencia de Costa Rica es diáfana, certera, vigorosa, en las páginas de su obra; firmamento, suelo... aire, sol y luna. Montaña, alcor y llanura... río, mar, costa o ribera... golfo, bahía, playa, litoral. Fauna, gea, flora. Pueblitos, remotidades y en unos y en otros, ticos humildes, engastados en su medio y con el sabor acre de su patetismo: con sus dramas pequeños o grandes, ostensibles o recónditos".

El paisaje encuentra gran aceptación en sus escritos. Las ciudades del Valle Central son descritas cuando anochece vistas desde arriba como 

"...un montón de estrellas caídas."

.
Las regiones como el Cerro de la Muerte o Santa María de Dota son descritas con el frío y la recia vegetación, así como las llanuras con la selva sofocante: 

“…que había puesto su rancho en un claro de la selva…”

.
En El estero describe escenas de Puntarenas:

“…Algo lejos, sobre una panga volcada bajo un almendro…”, “…descascaraba unos palos de mangle sobre una horqueta…”

.
Las características realistas de los cuentos de Salazar se reflejan con los diálogos campesinos. Evita la aglomeración de términos regionales y la exageración fonética. Se refleja bastante el sentir y el alma en el habla del pueblo campesino costarricense.
Sin embargo, en sus diálogos, reproduce con exactitud la fonética y la sintaxis del campesino. Un ejemplo de esto lo encontramos en La calera: 

“- Bueno Eliseo, ¿Qué vamos`hacer? Voyir haciendo viaje, pues.”

. 
Los Cuentos son pequeñas escenas en conjunto que provienen de una cotidiana realidad costarricense. Los asuntos planteados resultan insignificantes, pero son presentados artísticamente y con cierta indiferencia. Su objetivo fue mostrar la contingencia del ser humano y su dolor. Lo cotidiano y que conmueve con su singular pequeñez, es el argumento de la mayoría de los cuentos de Salazar Herrera.
El mismo autor da, desde un punto de vista casi magistral, su propia definición de lo que es el cuento en su relato El bongo, al comparar el género literario con esta embarcación:

¡Un bongo... ¡Y qué parecido es a un cuento!
Un bongo es una pequeña embarcación de velas, en donde caben apenas unas cuantas personas...
Un bongo es para aguas mansas.
Un bongo no se puede aventurar en mar abierta, como los grandes navíos, en donde cabe mucha gente y pasan muchas cosas en sus largas travesías.
Un bongo no puede perder de vista la tierra, porque a pesar de todo, sigue siendo un árbol.

El autor siempre demuestra un especial empeño por destruir, con ironía, el misterio de lo sobrenatural, como lo hace en La bruja y Una noche.

Junto a la torre de la iglesia, parecía que iba a tener lugar un eclipse de luna... o reloj.
¡Era la hora del aquelarre!
La bruja Elvira entró por la puerta azul de la casa blanca y cogió la escoba.
Cogió la escoba... y se puso a barrer la sala

.

El narrador es un testigo del relato que el personaje le refiere en su propia circunstancia. Es una forma de introducir en escena, con gesto cordial, a hombres y paisajes, mediante la ficción de lo realmente vivido.
Si se analiza la prosa utilizada por el autor para el narrador, se descubre que su labor poética es singularizadora. Reprodujo lo que se veía con una percepción artística. Habla con sorpresas, con símbolos, y mezclando el alma con el paisaje. Se considera a la misma vez que la obra de Salazar resulta tanto poética como narrativa, 

“por todos esos procedimientos (poéticos, expresivos, singularizadores) y formas que “colorean” sus cuentos, hasta tal punto de que algunas de sus narraciones se acercan mucho a lo que se ha llamado “poema en prosa”, aunque el valor argumental de la mayoría de ellas los sitúan justamente entre lo que se considera cuento”

.
Los personajes de Salazar Herrera son pasivos y débiles. Se impresionan con facilidad por el mundo exterior. Ellos personifican el binomio que conforma el título de la obra (angustias, que es una parte negativa del humano, y paisajes, que definen el destino de los personajes). Dos ejemplos válidos para la derrota del hombre ante la naturaleza (el paisaje decide la suerte de los personajes) se dan con El camino y El temporal. Estos personajes se rinden ante su entorno, y se entregan resignados a la indiferencia del paisaje, rasgos del impresionismo.
Aunque en la mayoría de los relatos predomina un patrón negativo, El puente, La ventana, y El novillo se deben de tomar en cuenta como los cuentos con final positivo (aunque exista angustia como parte del fondo). Los cuentos de Salazar Herrera son dominados, como el título dice, por la angustia.

## Obra

### Cuentos
- La Piedra de Toxil, 1928.
- Cuentos de Angustias y Paisajes, 1947.
- Tres Cuentos, 1965.
- De amor, celos y muerte (póstuma), 1980.

### Escultura
- Motivo, 1935.

### Grabados
- Álbum de Grabados, 1934.

- Linóleos correspondientes a grabados de algunos cuentos de Carlos Salazar Herrera.